# Wołodymyr Kapłyczny
Wołodymyr Ołeksandrowycz Kapłyczny (ukr. Володимир Олександрович Капличний, ros. Владимир Александрович Капличный, Władimir Aleksandrowicz Kaplicznyj; ur. 26 lutego 1944 w Kamieńcu Podolskim, w obwodzie chmielnickim, Ukraińska SRR, zm. 19 kwietnia 2004 w Kijowie) – ukraiński piłkarz, grający na pozycji obrońcy, były reprezentant Związku Radzieckiego, olimpijczyk, trener. Mistrz sportu ZSRR (od 1965), mistrz sportu kategorii międzynarodowej (od 1972).

## Kariera piłkarska

### Kariera klubowa
Wychowanek zespołu Dynamo Chmielnicki. W latach 1962–1963 debiutował w podstawowym składzie Dynama Chmielnicki. W latach 1964–1965 występował w drużynie SKA Lwów, skąd przeszedł w 1966 do CSKA Moskwa. Z nim też wygrał Mistrzostwo ZSRR w 1970. W 1975 zakończył karierę piłkarską.

### Kariera reprezentacyjna
W latach 1968–1974 wystąpił w 62 meczach radzieckiej reprezentacji. W latach 1972–1974 był kapitanem „Sbornej”. Zdobywał brązowy medal igrzysk olimpijskich w 1972 w Monachium. Grał na mistrzostwach Europy w 1972, na których radziecka drużyna zajęła drugie miejsce. Występował też w finałach na mistrzostwach Europy w 1968 i mistrzostwach Świata w 1970.

## Kariera trenerska
Najpierw pracował asystentem trenera CSKA Moskwa. Potem trenował zespoły SKA Lwów oraz SKA Odessa. Pełnił też funkcję dyrektora technicznego zespołu SKA Kijów.